# Nodi di Ranvier
Struttura tipica di un neurone

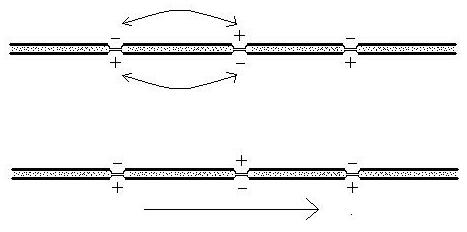
Nodi di Ranvier

Ogni neurone possiede un prolungamento, detto assone, lungo il quale viaggiano, in uscita dal neurone stesso, gli impulsi elettrici diretti ad altre cellule nervose o muscolari. Affinché la conduzione di tali impulsi sia il più rapida possibile (circa 30-140 m/s) l'assone possiede un rivestimento isolante (la guaina mielinica, composta da una sostanza detta mielina) che limita il tempo impiegato per il passaggio di ioni positivi attraverso la membrana cellulare, dal quale dipende lo spostamento dell'impulso stesso (il potenziale d'azione). L'impulso impiegherebbe un tempo maggiore ad attraversare l'assone se non ci fosse la guaina mielinica. 

La guaina mielinica presenta delle interruzioni (più precisamente delle zone di spessore minimo), dette nodi di Ranvier, in corrispondenza delle quali si ha l'effettivo passaggio di ioni attraverso il plasmalemma, grazie alla presenza di numerosi canali del Na+ e del K+ che partecipano al potenziale d'azione: il fatto che tale fenomeno si verifichi solo nei nodi di Ranvier consente un notevole "risparmio" in termini di tempo. La propagazione degli impulsi nervosi lungo le fibre mieliniche (cioè i prolungamenti ricoperti dalla guaina mielinica) prende il nome di conduzione saltatoria, appunto perché l'impulso "salta" da un nodo di Ranvier all'altro.